# Svarttjärnen (Hällestads socken, Östergötland, 651555-149313)
Svarttjärnen är en sjö i Finspångs kommun i Östergötland och ingår i Motala ströms huvudavrinningsområde.